# Brown County (Texas)
Das Brown County ist ein County im Bundesstaat Texas der Vereinigten Staaten. Das U.S. Census Bureau hat bei der Volkszählung 2020 eine Einwohnerzahl von 38.095 ermittelt. Der Sitz der County-Verwaltung (County Seat) befindet sich in Brownwood.

## Geographie
Das County liegt nahe dem geographischen Zentrum von Texas und hat eine Fläche von 2478 Quadratkilometern, wovon 34 km² wasserbedeckt sind. Das County grenzt im Uhrzeigersinn an folgende Countys: Eastland County, Comanche County, Mills County, San Saba County, McCulloch County, Coleman County und Callahan County.

## Geschichte
Brown County wurde am 27. August 1856 aus Teilen des Comanche County und Travis County gebildet und die Verwaltungsorganisation am 2. März 1857 abgeschlossen. Benannt wurde es nach Henry Stevenson Brown (1793–1834), einem Soldaten im Britisch-Amerikanischen Krieg und Kommandeur bei der Schlacht von Velasco.
Sechs Bauwerke und Stätten des Countys sind im National Register of Historic Places (NRHP) eingetragen (Stand 4. Oktober 2018).

## Demografische Daten

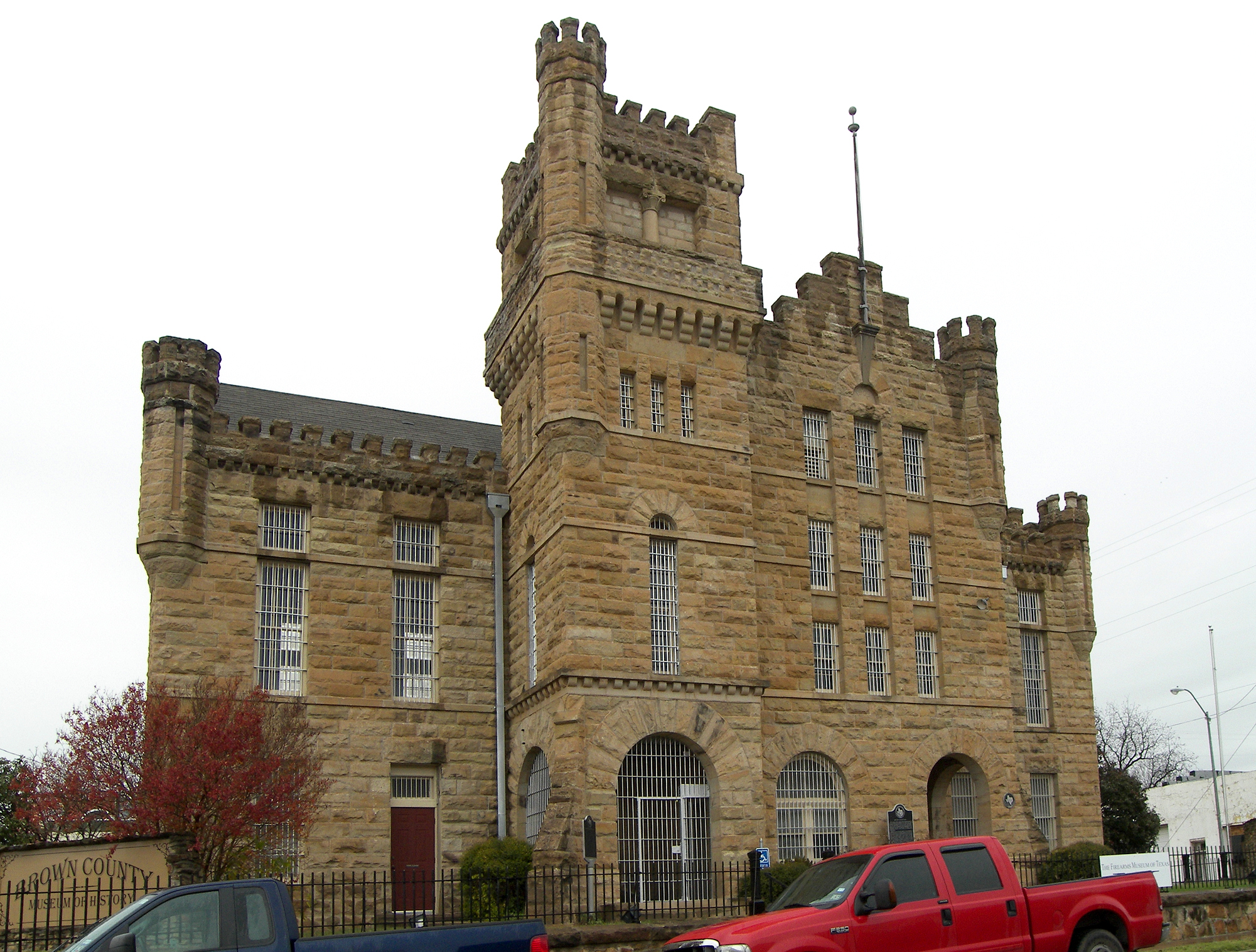
Brown County Jail, Bezirksgefängnis des Brown Countys, gelistet im NRHP mit der Nr. 83003129

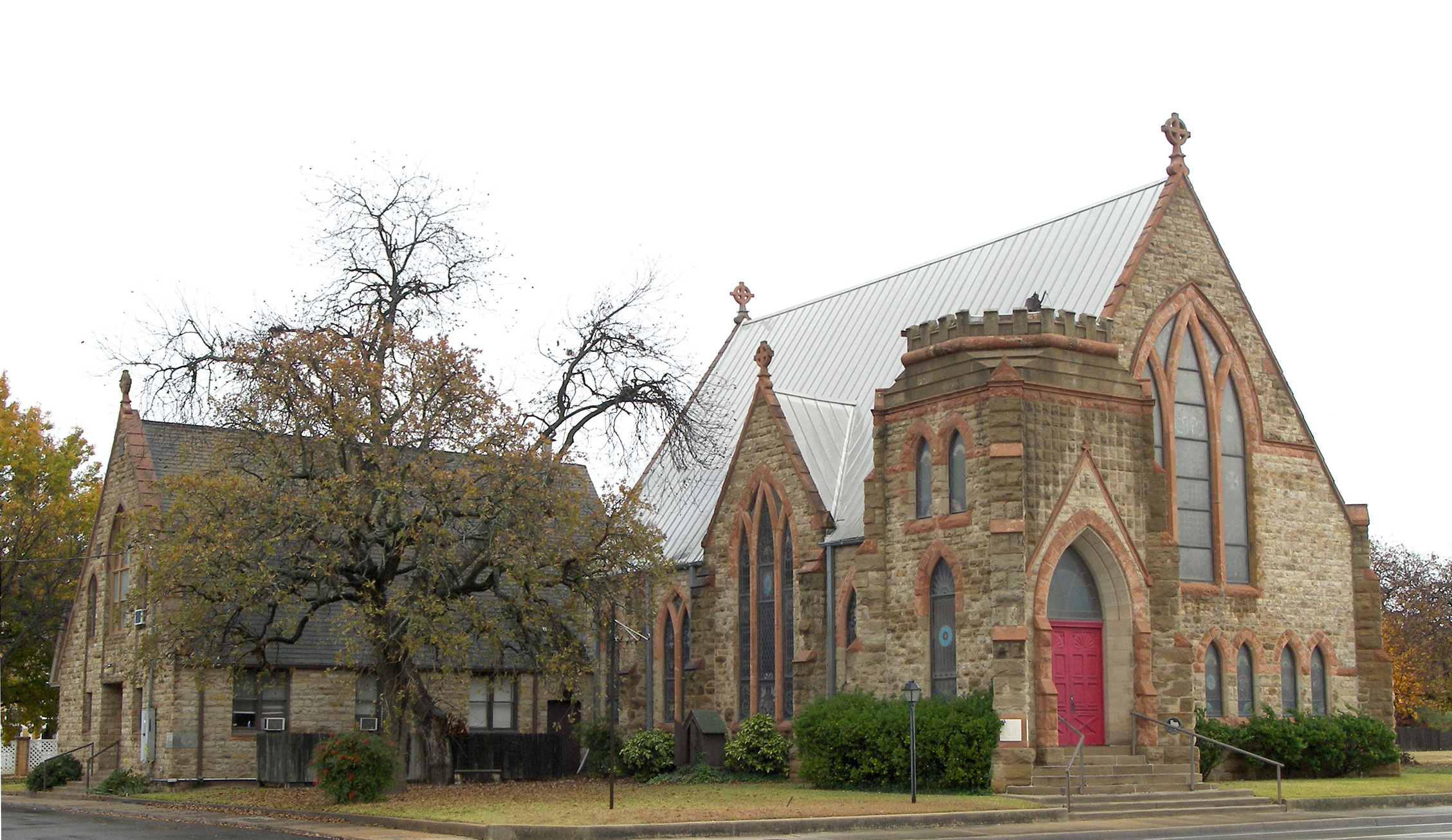
St. John’s Episcopal Church, gelistet im NRHP mit der Nr. 79002923

Nach der Volkszählung im Jahr 2000 lebten im Brown County 37.674 Menschen; es wurden 14.306 Haushalte und 10.014 Familien gezählt. Die Bevölkerungsdichte betrug 15 Einwohner pro Quadratkilometer. Ethnisch betrachtet setzte sich die Bevölkerung zusammen aus 87,35 Prozent Weißen, 4,01 Prozent Afroamerikanern, 0,53 Prozent amerikanischen Ureinwohnern, 0,37 Prozent Asiaten, 0,01 Prozent Bewohnern aus dem pazifischen Inselraum und 6,07 Prozent aus anderen ethnischen Gruppen; 1,66 Prozent stammten von zwei oder mehr Ethnien ab. 15,38 Prozent der Einwohner waren spanischer oder lateinamerikanischer Abstammung.
Von den 14.306 Haushalten hatten 31,4 Prozent Kinder oder Jugendliche, die mit ihnen zusammen lebten. 55,9 Prozent waren verheiratete, zusammenlebende Paare, 10,9 Prozent waren allein erziehende Mütter und 30,0 Prozent waren keine Familien. 26,5 Prozent waren Singlehaushalte und in 12,4 Prozent lebten Menschen im Alter von 65 Jahren oder darüber. Die durchschnittliche Haushaltsgröße betrug 2,48 und die durchschnittliche Familiengröße betrug 2,98 Personen.
25,8 Prozent der Bevölkerung war unter 18 Jahre alt, 10,1 Prozent zwischen 18 und 24, 24,7 Prozent zwischen 25 und 44, 22,9 Prozent zwischen 45 und 64 und 16,4 Prozent waren 65 Jahre alt oder älter. Das Medianalter betrug 37 Jahre. Auf 100 weibliche Personen kamen 97,4 männliche Personen und auf 100 Frauen im Alter von 18 Jahren oder darüber kamen 93,1 Männer.
Das jährliche Durchschnittseinkommen eines Haushalts betrug 30.974 USD, das Durchschnittseinkommen einer Familie betrug 37.725 USD. Männer hatten ein Durchschnittseinkommen von 30.169 USD, Frauen 19.647 USD. Das Prokopfeinkommen betrug 15.624 USD. 14,0 Prozent der Familien und 17,2 Prozent der Einwohner lebten unterhalb der Armutsgrenze.

## Städte und Gemeinden
- Bangs
- Blanket
- Bluff View
- Brookesmith
- Brownwood
- Byrds
- Cross Cut
- Dulin
- Early
- Grosvenor
- Indian Creek
- Lake Brownwood
- Lake Shore
- May
- Owens
- Shamrock Shores
- Thrifty
- Williams
- Winchell
- Woodland Heights
- Zephyr